# 天野恵一
天野 恵一（あまの やすかず、1948年 - ）は、日本の思想家・社会評論家。反戦活動家。

## 経歴
静岡県生まれ。1970年、中央大学法学部卒業。在学中は全共闘運動に参加。早稲田通りで古書店「寅書房」（2014年閉店）を営みながら、社会評論活動に従事。
70年代に土田・日石・ピース缶爆弾事件などの救援活動を担い、1984年に菅孝行らと反天皇制運動連絡会（略称：反天連）を結成。90年代から派兵チェック編集委員会などで反戦運動も担う。

## 著書
- 『危機のイデオローグ ―清水幾太郎批判―）』（批評社、1979年）
- 『戦後史の天皇・総解説　―最後の御前会議からXデーまで―）』（自由國民社、1986年）（丸山照雄・穂坂久仁雄・菅孝行との共著）
- 『撃ちくずせ天皇制　―"昭和"天皇史を総括する―』（あずさ書店、1989年）（高橋寿臣との共著）
- 『反戦運動の思想　―新ガイドライン安保を歴史的に問う―』（論創社、1998年）
- 『本当に戦争がしたいの!?　―新ガイドラインの向こうに見えるもの―』（凱風社、1999年）（新崎盛暉との共著）
- 『で、オリンピックやめませんか？』（亜紀書房、2019年）（鵜飼哲との共著）

以下は社会批評社刊
- 『思想としての運動体験 (検証・昭和の思想)』（1994年）（池田浩士との共同編集）
- 『大衆社会と象徴天皇制 (コメンタール戦後50年)』（1995年）
- 『「自由主義史観」を解読する』（1997年）
- 『君はオリンピックを見たか』（1998年）
- 『「日の丸・君が代」が人を殺す!』（1999年）
- 『沖縄経験“民衆の安全保障”へ ―反戦運動の同時代史1998.7→2000.5―』（2000年）

以下はインパクト出版会刊
- 『マスコミじかけの天皇制』（1990年）
- 『メディアとしての天皇制』（1992年）
- 『「恋愛結婚」じかけの天皇制』（1993年）
- 『「無党派」という党派性　―生きなおされた全共闘経験―』（1994年）
- 『戦後50年・100の肖像』（1995年）
- 『全共闘経験の現在』（1997年）
- 『平和をつくる　―「新ガイドライン安保」と沖縄闘争―』（1998年）
- 『無党派運動の思想　―「共産主義と暴力」・再考―』（1999年）
- 『「日の丸・君が代」じかけの天皇制』（2001年）
- 『災後論　―核（原爆・原発）責任論へ―』（2014年）

## 脚註